# Thomas Boyd
Pour les articles homonymes, voir Boyd.
Ne doit pas être confondu avec Tom Boyd.
Thomas Boyd, comte d'Arran (mort vers 1473) était un noble écossais.

## Biographie
Thomas est le fils de Robert, 1er Lord Boyd, un des régents pendant la minorité de Jacques III d'Écosse. Son père obtient pour son fils la création du comté d'Arran et la baronnie de Kilmarnock érigés en pairie d'Écosse. Il obtient également pour Thomas la main de la princesse Marie, sœur ainée de Jacques III en 1467. 
Alors que Robert et Thomas Boyd sont au Danemark en 1469 pour négocier le mariage du jeune roi avec 
Marguerite, la fille du roi Christian Ier de Danemark, ils sont accusés par les clans rivaux de haute trahison. Averti par son épouse, Thomas se réfugie avec elle sur le continent.
Marie retourna en Écosse à une date inconnue, probablement pour soutenir les droits de son mari et obtenir le pardon de son frère. Mais son mariage a été déclaré nul et non avenu, et elle doit épouser en secondes noces James Hamilton, 1er Lord Hamilton en 1474.
Thomas Boyd est vraisemblablement mort à Anvers entre 1471 et 1473. Avant Marie, il avait épousé avant 1467 Lady Elizabeth Montgomerie, fille de Alexander Montgomerie, 1er Seigneur Montgomerie.
Thomas et Marie eurent deux enfants :
- Margaret Boyd (1468-1516), mariée à Alexander Forbes, 4e Lord Forbes, puis à Sir David Kennedy, 1er comte de Cassilis, sans descendance
- James Boyd, 2e Lord Boyd de Kilmarnock (1469-1484).

## Source
- (en) Cet article est partiellement ou en totalité issu de l’article de Wikipédia en anglais intitulé « Thomas Boyd, Earl of Arran » (voir la liste des auteurs).